# Aleyda Quevedo
Aleyda Quevedo Rojas (sinh năm 1972, Quito)  là một nhà thơ, nhà báo và nhà văn hóa người Ecuador. Bà được coi là một trong những tiếng nói phù hợp nhất trong thơ ca Mỹ Latinh đương đại.
Trong số các tác phẩm nổi tiếng nhất của bà là những bài thơ Algunas rosas verdes (1996), trong đó bà đã giành giải thưởng Jorge Carrera Andrade Award  năm đó,  và Soy mi cuerpo (2006), trong đó bà sử dụng hình người như một lối thoát khỏi nỗi sợ hãi và nỗi thống khổ bị kích động bởi cái chết.  Năm 2017, Nhà văn hóa Ecuador đã xuất bản cuốn sách Cierta manera de la luz sobre el cuerpo, một tập hợp các bài thơ của Quevedo cho đến thời điểm đó.  Nhà văn Jesús David Curbelo mô tả công việc của Quevedo là "nhân chứng của một cuộc sống và là người cung cấp cảm xúc, trong đó bà xem xét kỹ lưỡng cơ thể, sau đó là cảm xúc, cuối cùng là tâm trí." 
Vào tháng 7 năm 2018, Quevedo đã tham dự một hội thảo kỷ niệm về lễ kỷ niệm của Jorge Carrera Andrade với các nhà văn César Eduardo Carrión, Javier Cevallos Perugachi, José Gregorio Vásquez, Jesús David Curbelo và Mario Pera.

## Công trinh
- Cambio en los climas del corazón (1989) [4]
- La Actitud del fuego (1994) [4]
- Algunas rosas verdes (1996) [4]
- Espacio vacío (2001) [4]
- Soy mi cuerpo (2006)
- Dos encendidos, Manuela y Bolívar (2010) [4]
- Cierta manera de la luz sobre el cuerpo (2017) [7]